# Conseil national du renseignement
Pour les articles homonymes, voir CNR.
Le Conseil national du renseignement (CNR) est un organisme de coordination des services de renseignement français créé le 23 juillet 2008. C’est une formation spécialisée du Conseil de défense et de sécurité nationale.

## Présentation
Le conseil national du renseignement définit les orientations stratégiques et les priorités en matière de renseignement. Il établit la planification des moyens humains et techniques des services spécialisés de renseignement, et s'assure de la coordination des six services constituant le premier cercle de la communauté du renseignement (DGSE, DGSI, DRM, DRSD, DNRED et Tracfin).
Siègent au conseil national du renseignement, sous la présidence du président de la République, le Premier ministre, les ministres et les directeurs des services spécialisés de renseignement dont la présence est requise par l'ordre du jour ainsi que le coordonnateur national du renseignement et de la lutte contre le terrorisme (coordonnateur national du renseignement entre 2009 et 2017).
La création de ce Conseil national du renseignement a été voulue par le Livre blanc sur la défense et la sécurité nationale 2008, qui mettait l'accent sur les questions de renseignement. L'organisme prend la suite du Comité interministériel du renseignement (CIR), un service du secrétariat général de la Défense nationale (SGDN) qui dépend du Premier ministre, mais qui selon certains commentateurs n'assurait pas cette fonction de coordination.